# Richart E. Slusher
Richart Elliott Slusher (* 20. Mai 1938 in Higginsville, Missouri) ist ein US-amerikanischer Physiker.
Slusher studierte an der University of Missouri-Rolla mit dem Bachelor-Abschluss 1960 und wurde 1965 an der University of California, Berkeley promoviert. Ab 1965 war er bei den Bell Laboratories. Dort war er ab 1977 Direktor Optical Physics Research Department. Er blieb bis 2007 bei den Bell Labs. Danach war er Principal Research Scientist am Georgia Tech Research Institute. Er ist dort Direktor des Georgia Tech Quantum Institute.
1985 gelang ihm mit Kollegen die experimentelle Demonstration von Gequetschtem Licht.
1995 erhielt er den Arthur-L.-Schawlow-Preis für Laserphysik für grundlegende Beiträge in einem breiten Spektrum der optischen Physik, zum Beispiel nichtlineare Optik in Halbleitern die zum Spin Flip Laser führte, Diagnostik von Fusionsplasmen mit Kohlendioxid-Lasern, Microcavity Laser und die insbesondere die experimentelle Realisierung von Gequetschtem Licht. 1989 erhielt er den Einstein Award for Laser Science und 2006 den Max Born Award der Optical Society of America. Er ist Fellow der American Physical Society und der Optical Society of America.